# Fahéjszín-hasú cinege
A fahéjszín-hasú cinege (Melaniparus pallidiventris) a verébalakúak (Passeriformes) rendjébe, ezen belül a cinegefélék (Paridae) családjába tartozó kis termetű, 15 centiméter hosszú madárfaj.
Tanzánia, Malawi, Mozambik és Zimbabwe erdős-szavannás területein él. Többnyire rovarokkal táplálkozik, de magokat, gyümölcsöket is fogyaszt. Faodúkban fészkel, szeptembertől decemberig költ. A nőstény 4 tojást rak le.

## Alfajai
Két alfaja ismert: a M. p. pallidiventris (Reichenow, 1885), Tanzániában, Malawiban és Mozambik északi részén él, valamint a M. p. stenotopicus (Clancey, 1989), mely Zimbabweban és Mozambik középső-nyugati részén fordul elő.

## Külső hivatkozások
- Parus pallidiventris[halott link]
- Parus pallidiventris